# グラン・バガン
『グラン・バガン』は、山田和重による日本の漫画作品。単行本1巻には特別読み切りの「ザ・ネクロマン」が、単行本2巻には特別読み切りの「グラン・バガン」がそれぞれ収録されている。

## 登場人物
馬眼（ばがん）
主人公の侍。日本刀の「魔剣 サムライ・ソード」と、右目の義眼「明球」(マクベス)を用いて戦う。
ウィリアム・シェイクスピア
役者のフリをしている英国外交諜報員。
レイモンド
馬眼の英語教師。故人。
フランシス・ウォルシンガム卿
英国の国務大臣。
エリザベス女王陛下
わずか8歳の英国の女王。
フランシス・ドレイク
英国の英雄的船乗り。
ペガント
ドレイクの部下。
スペス提督
巨大戦艦の指揮官。
パトローナ兄弟
銃使いの5人兄弟。
デ・ベガ
闘牛士。かなり手強く馬眼を苦しめる。

## 単行本
- 山田和重 『グラン・バガン』 集英社〈ジャンプコミックス〉、全2巻
  1. 2002年3月9日発行、ISBN 4-08-873239-1
  2. 2002年6月9日発行、ISBN 4-08-873269-3